# 迪尔帕克 (纽约州奥兰治县)
迪爾帕克（英語：Deerpark），意譯鹿苑鎮，是位於美国纽约州奥兰治县的一个城镇，屬於纽约都会区的一部分，2010年人口为7901人。总面积175.98平方公里。

## 歷史
17世紀，荷蘭殖民者在鹿苑鎮地區定居，當時主要集中在名为瑪哈瑪克的荷蘭人定居點。該定居點点是紐約州和新泽西州边界争端的一部分，直到1773年才得到解决。在美國獨立戰爭期间，该村莊遭到被焚毀。美國獨立戰爭後，1798年，傑維斯港與马马卡廷镇分离，鹿苑镇在此基礎上設立。19世纪，特拉華-哈德遜運河穿过该镇。

## 本地文化
鹿苑鎮每年舉辦中秋遊園會，活動獲紐約州國會議員以及紐約州參、眾兩院議員褒獎。

## 人文景觀
鹿苑鎮是和法輪功龙泉寺和大乘佛教道場佛光山鹿野苑所在地。

## 外部連結
- 佛光山鹿野苑 （页面存档备份，存于）